# Regina Helena Costa
Regina Helena Costa (São Paulo, 25 de julho de 1961) é uma jurista e magistrada brasileira. Desde 28 de agosto de 2013 é ministra do Superior Tribunal de Justiça (STJ).
É professora da Pontifícia Universidade Católica de São Paulo e autora de livros sobre direito tributário. Recebeu o Prêmio Jabuti, ficando em terceiro lugar na categoria Direito em 2010.

## Carreira
Graduada em direito pelas Faculdades Metropolitanas Unidas (1983), é mestre (1992), doutora (2000) e livre-docente (2006) pela Pontifícia Universidade Católica de São Paulo (PUC-SP).
Atuou como procuradora do Estado de São Paulo no período de 1984 a 1991, e como procuradora da República em 1991.
Ingressou na magistratura como juíza federal em 1991, sendo promovida a desembargadora do Tribunal Regional Federal da 3ª Região em 2003.
Em 2013, foi nomeada pela presidente Dilma Rousseff para o cargo de ministra do STJ, em vaga destinada a membro de Tribunal Regional Federal.
Em 9 de maio de 2014, foi agraciada com a grã-cruz da Ordem do Ipiranga pelo Governo do Estado de São Paulo.

## Atividade acadêmica
Voltada principalmente ao direito tributário, Regina Helena é professora da PUC-SP desde 1985.
Entre suas publicações, destacam-se os livros Imunidades Tributárias (2ª edição, Malheiros Editores, 2006), Princípio da Capacidade Contributiva (4ª edição, São Paulo, Malheiros Editores, 2012) e Curso de Direito Tributário – Constituição e Código Tributário Nacional (3ª edição, Saraiva, 2013), tendo esse último recebido o Prêmio Jabuti, em terceiro lugar, na categoria Direito em 2010.